# دانيال ليدبيتر
دانيال ليدبيتر (بالإنجليزية: Daniel Leadbitter)‏ هو لاعب كرة قدم بريطاني في مركز الدفاع، ولد في 7 أكتوبر 1990 في نيوكاسل أبون تاين في المملكة المتحدة. لعب مع نادي بريستول روفيرز ونادي توركي يونايتد ونادي هيرفورد.

## وصلات خارجية
- دانيال ليدبيتر على موقع قاعدة بيانات كرة القدم.إي يو (الإنجليزية)
- دانيال ليدبيتر على موقع Soccerbase.com (لاعب) (الإنجليزية)
- دانيال ليدبيتر على موقع Soccerway.com (الإنجليزية)